# Чирие
Чирие (итал. Cirié, пьем. Siriè) — коммуна в Италии, располагается в области Пьемонт, в провинции Турин.
Население составляет 18 808 человек (2008 г.), плотность населения составляет 1106,4 чел./км². Занимает площадь 17 км². Почтовый индекс — 10073. Телефонный код — 011.
Покровителем коммуны почитается святой Кириак Римский, празднование в июне.

## Демография
Динамика населения:

## Известные уроженцы
- Байма, Йозеф (1816—1892) — итальянский учёный, математик, философ.

## Администрация коммуны
- Официальный сайт: http://www.cirie.net

## Галерея

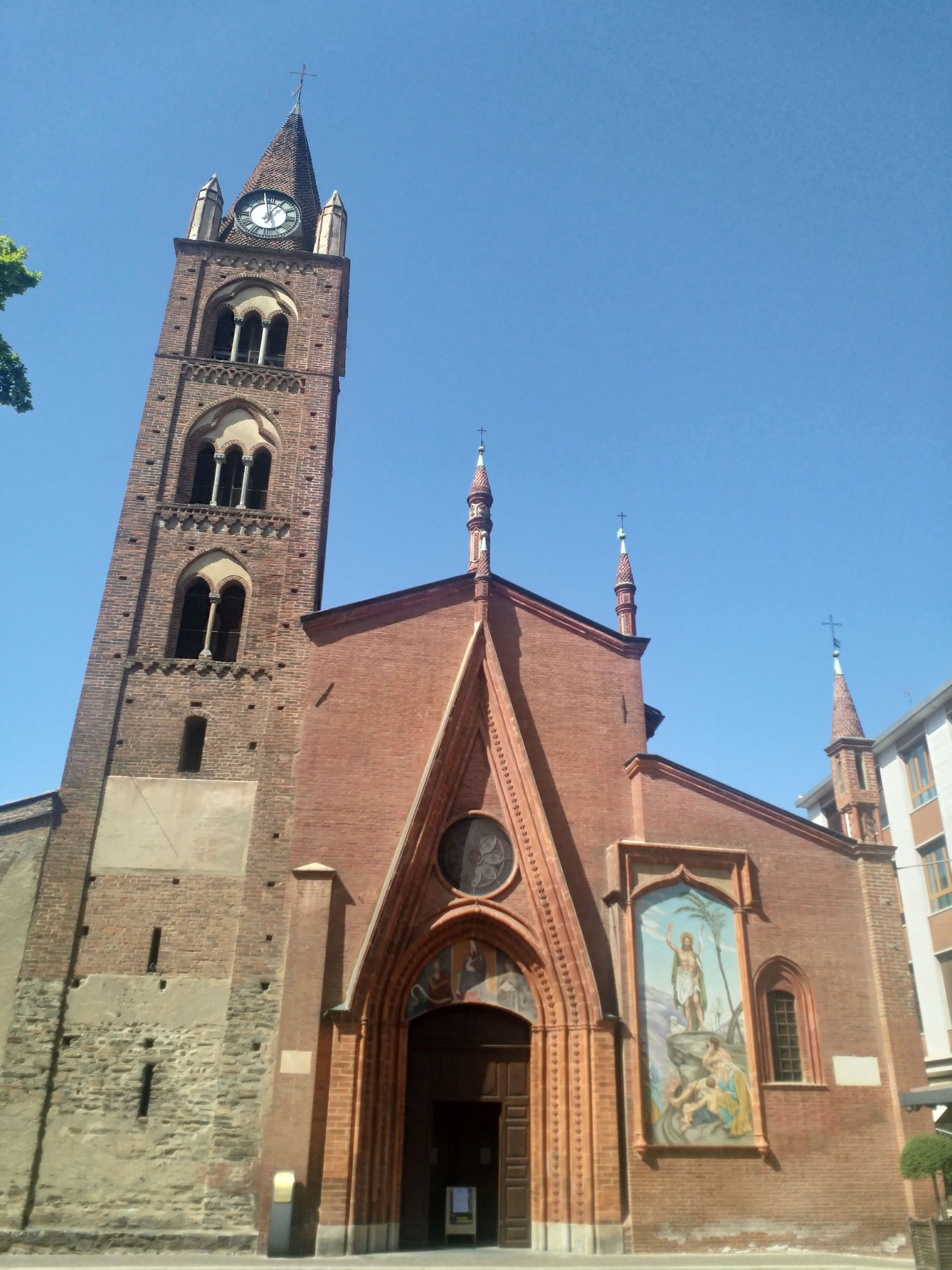
Собор Иоанна Предтечи
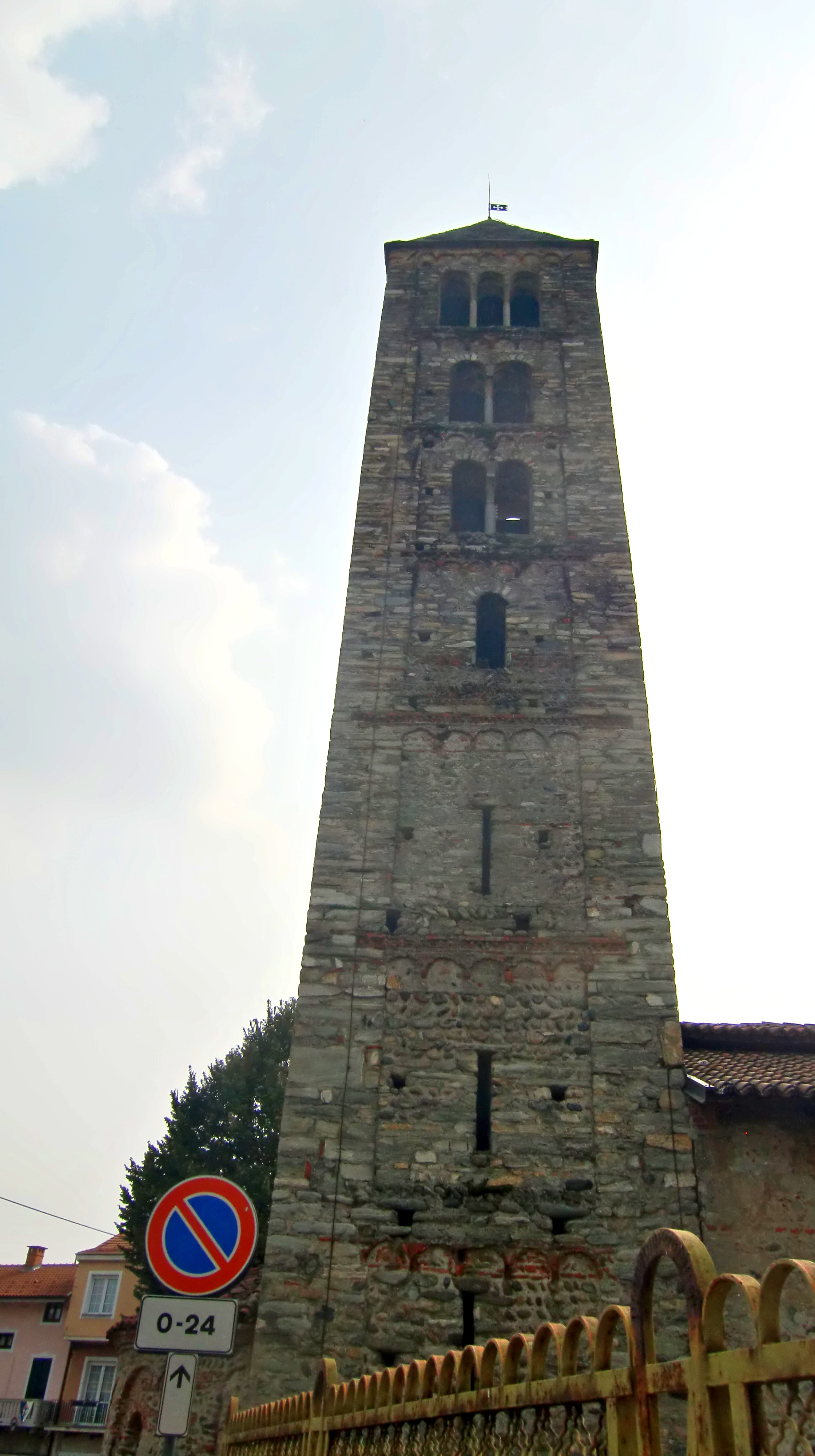
Колокольня di San Martino Liramo
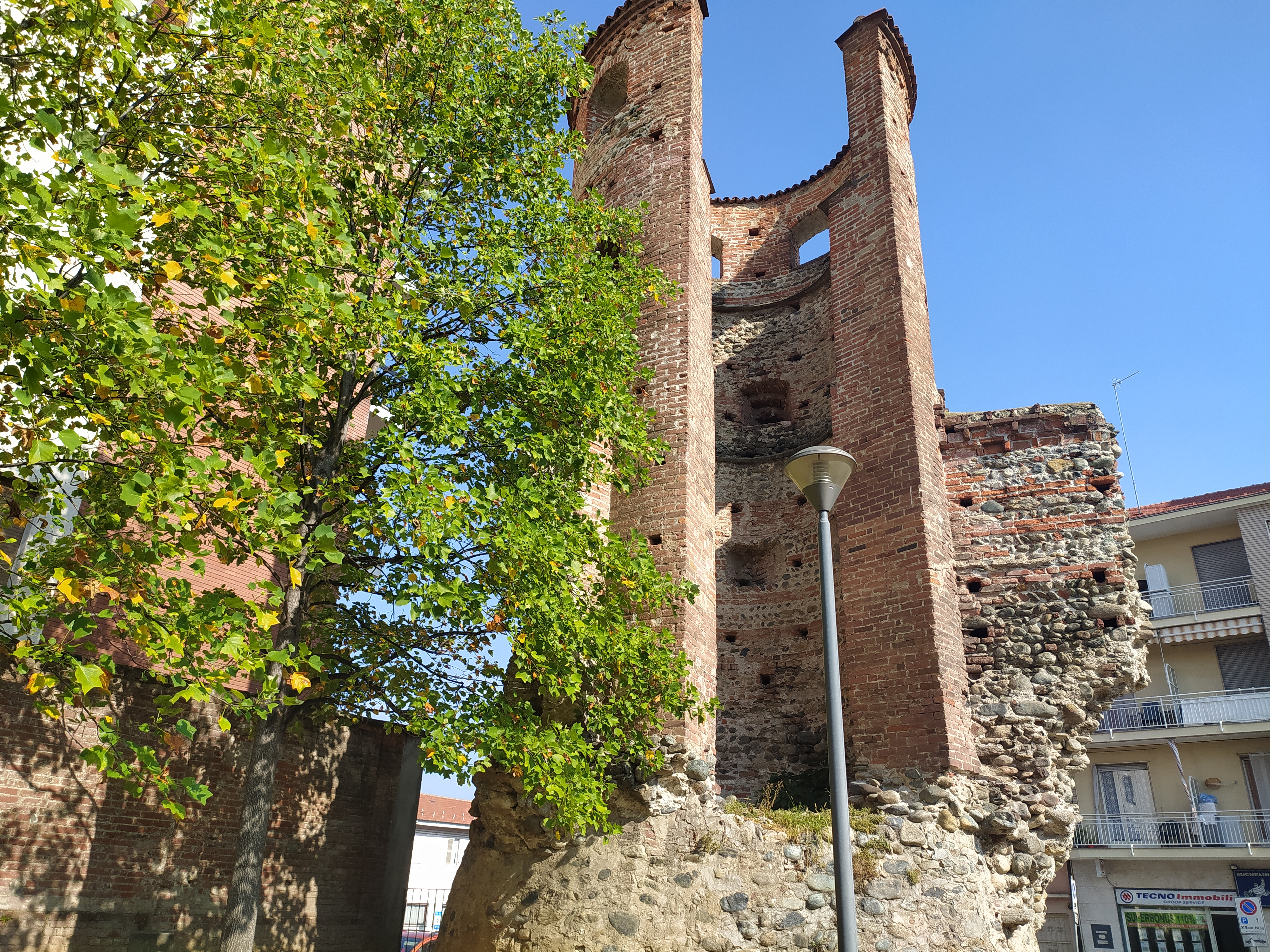
Башня святого Роха
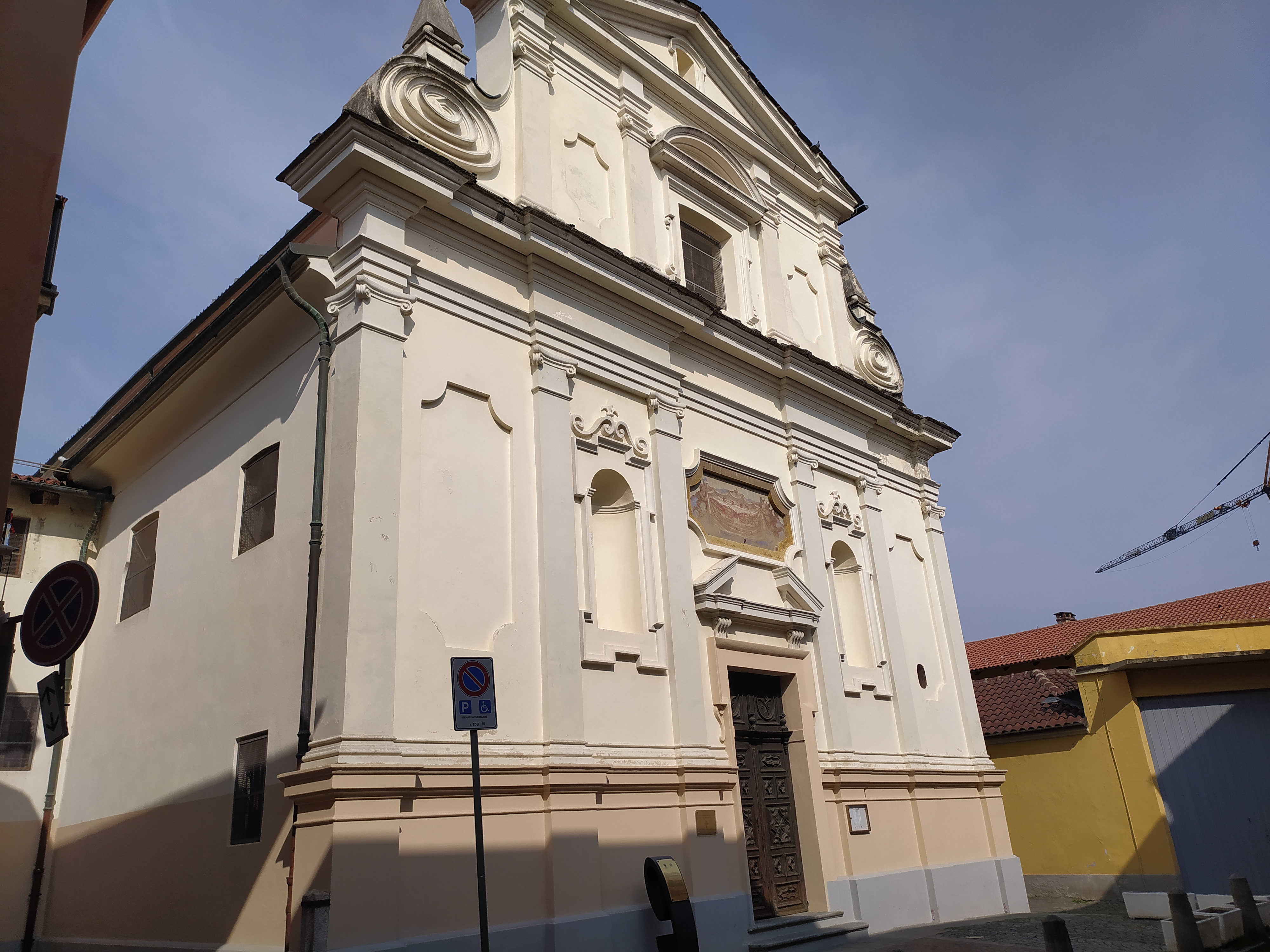
Храм святого Сударя
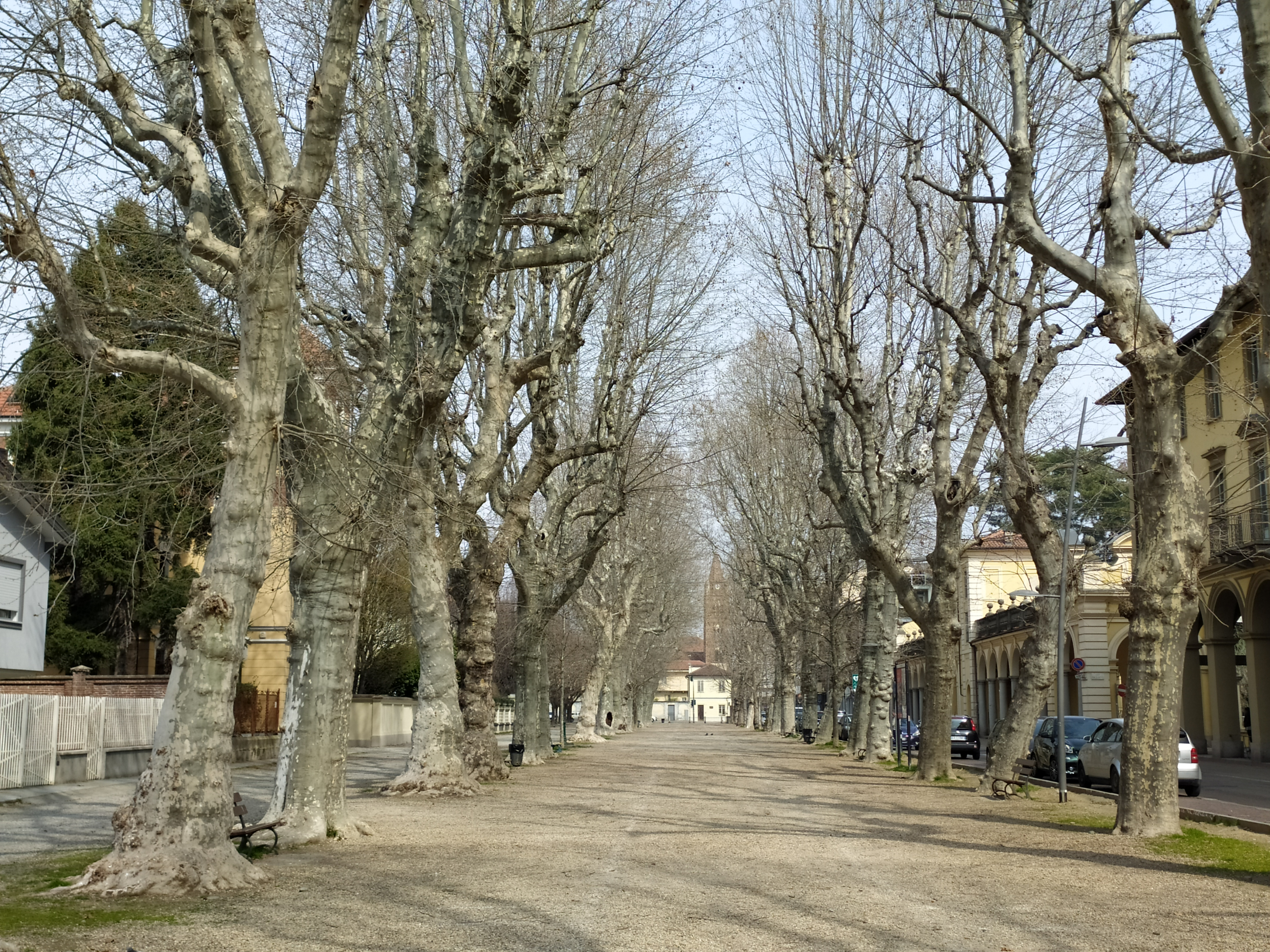
Велосипедно-пешеходная аллея на Corso Martiri della Libertà